# Karel Poma
Le baron Karel Poma, né à Anvers le 14 mars 1920 et mort à Wilrijk (Anvers) le 27 décembre 2014, est un homme politique belge, flamand et libéral.

## Biographie
Karel Poma fut sénateur honoraire, membre de la Chambre des représentants, secrétaire d'État à l'Environnement, vice-président du Gouvernement flamand et ministre de la Culture de la Communauté flamande.
À la fin des années 1970, Karel Poma promulgua une loi visant à empêcher de dépasser un volume sonore de 90 décibels dans les salles de concert en Belgique. Cette loi, qui lui valut la haine d'une partie de la jeunesse belge de l'époque, fut peu appliquée mais on peut quand même citer le cas d'un concert d'AC/DC interrompu par les forces de l’ordre équipées de sonomètres.
En 2005, il obtint une concession de noblesse héréditaire et du titre personnel de baron, accordée par le roi Albert II. Il devint ministre d'État par arrêté royal en 2009.